# فليش والون 2016
فليش والون 2016 هو سباق دراجات هوائية أقيم بتاريخ 20 أبريل 2016، تكون السباق من مرحلة واحدة وامتدّ لمسافة 196 كم بسرعة 41.4 كم/س، استغرق السباق 4 ساعة 43 دقيقة 57 ثانية. فاز به الإسباني أليخاندرو بالبيردي.

## الترتيب
| م                     | الدرّاج             | البلد   | الزمن                    |
| --------------------- | ------------------ | ------- | ------------------------ |
| الفائز بالترتيب العام | أليخاندرو بالبيردي | إسبانيا | 4 ساعة 43 دقيقة 57 ثانية |

## روابط خارجية
- فليش والون 2016 على موقع إحصائيات الدراجات الإحترافية (الإنجليزية)